# Wilhelm Heidel
Wilhelm „Willi” Heidel (n. 28 februarie 1916, Sibiu, Austro-Ungaria – d. 20 septembrie 2008, Unterschleißheim, Bavaria, Germania) a fost un handbalist de etnie germană care a jucat pentru echipa națională a României. Heidel a fost component al selecționatei în 11 jucători a României care s-a clasat pe locul al șaselea la Olimpiada din 1936, găzduită de Germania. El a jucat în toate cele trei meciuri și a înscris un gol.
În Sibiu, Wilhelm Heidel a fost component de bază al clubului Hermannstädter Turnverein(de) (Societatea de Gimnastică Sibiu).

## Biografie
Heidel a început să joace handbal la vârsta de 13 ani, la școala de comerț pe care o frecventa, cu antrenorul Wilhelm Kirschner. În cea mai mare parte a carierei sale el a jucat pentru Hermannstädter Turnverein, club cu care a câștigat de mai multe ori campionatul național. Timp de un an, Heidel a jucat și pentru reprezentativa orașului București. Willi Heidel a fost ambidextru, putând arunca mingea cu ambele mâini.
Handbalistul a luat parte la Al Doilea Război Mondial, unde a luptat pe Frontul de Răsărit. Luat prizonier, el și-a petrecut opt ani în lagăre de pe întinsul Uniunii Sovietice. Reîntors în România, el a continuat să joace handbal până la vârsta de 43 de ani, când s-a retras din activitate. În 1970, Wilhelm Heidel a emigrat în Germania, unde s-a ocupat cu vânzări în domeniul produselor textile până la ieșirea la pensie.